# Jan Piotr Łuczyński
Jan Piotr Łuczyński (ur. 12 grudnia 1816 w Czerniowcach, zm. 25 grudnia 1855 we Lwowie) – polski malarz, urzędnik skarbowy. 

## Życiorys
Jego żoną była Teresa z domu Rudolfi. Syn Bazylego Łuczyńskiego, urzędnika sądowego, pochodzącego z Niemirowa.

## Twórczość
Malował kwiaty i martwe natury, sceny mitologiczne, historyczne, pejzaże, obrazy sakralne. Zachowały się rysunki oraz około 200 obrazów.

## Wybrane dzieła
- Kąpiące się, 1847 rok
- Matka Boska w kwiatach
- Kucharka
- Rzeczy z kościołem
- Wodospad górski
- Portret własny z paletą – olej
- Portret własny w stroju myśliwskim[2]
- Autoportret w czarnym kapeluszu – olej
- Święta Rodzina
- Przemienienie wg Rafaela

## Galeria

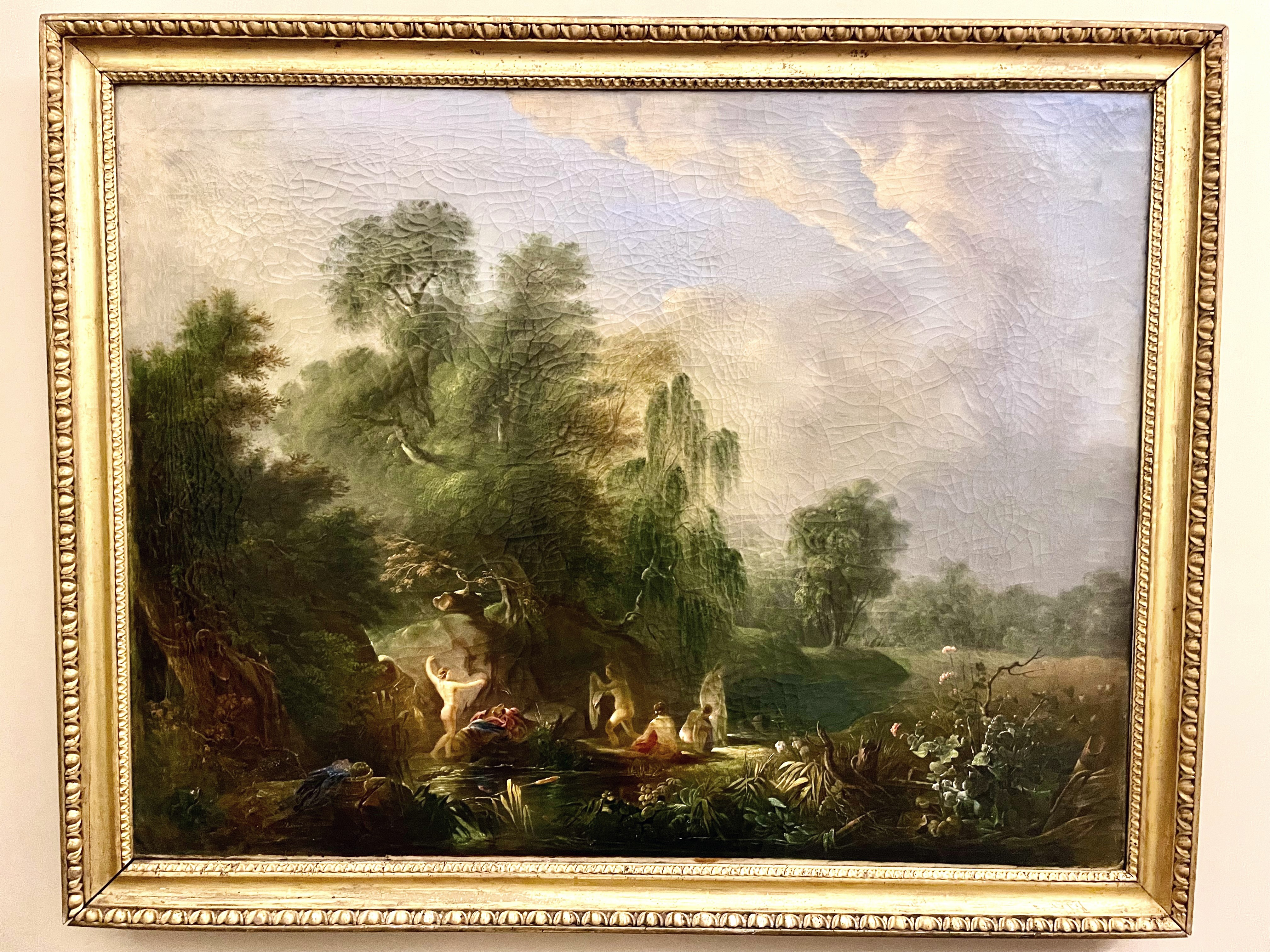
Kąpiące się 1847, prywatna kolekcja
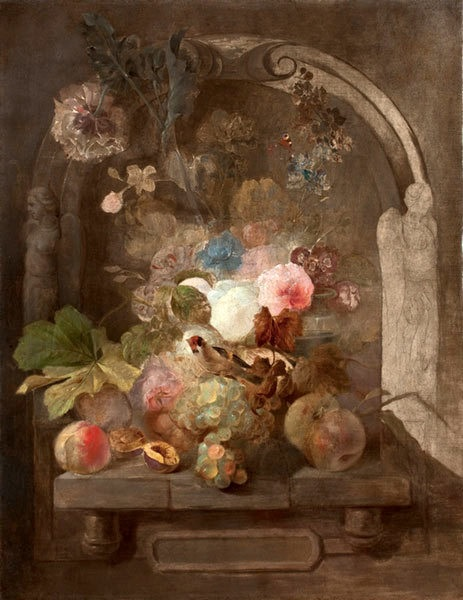
Martwa natura
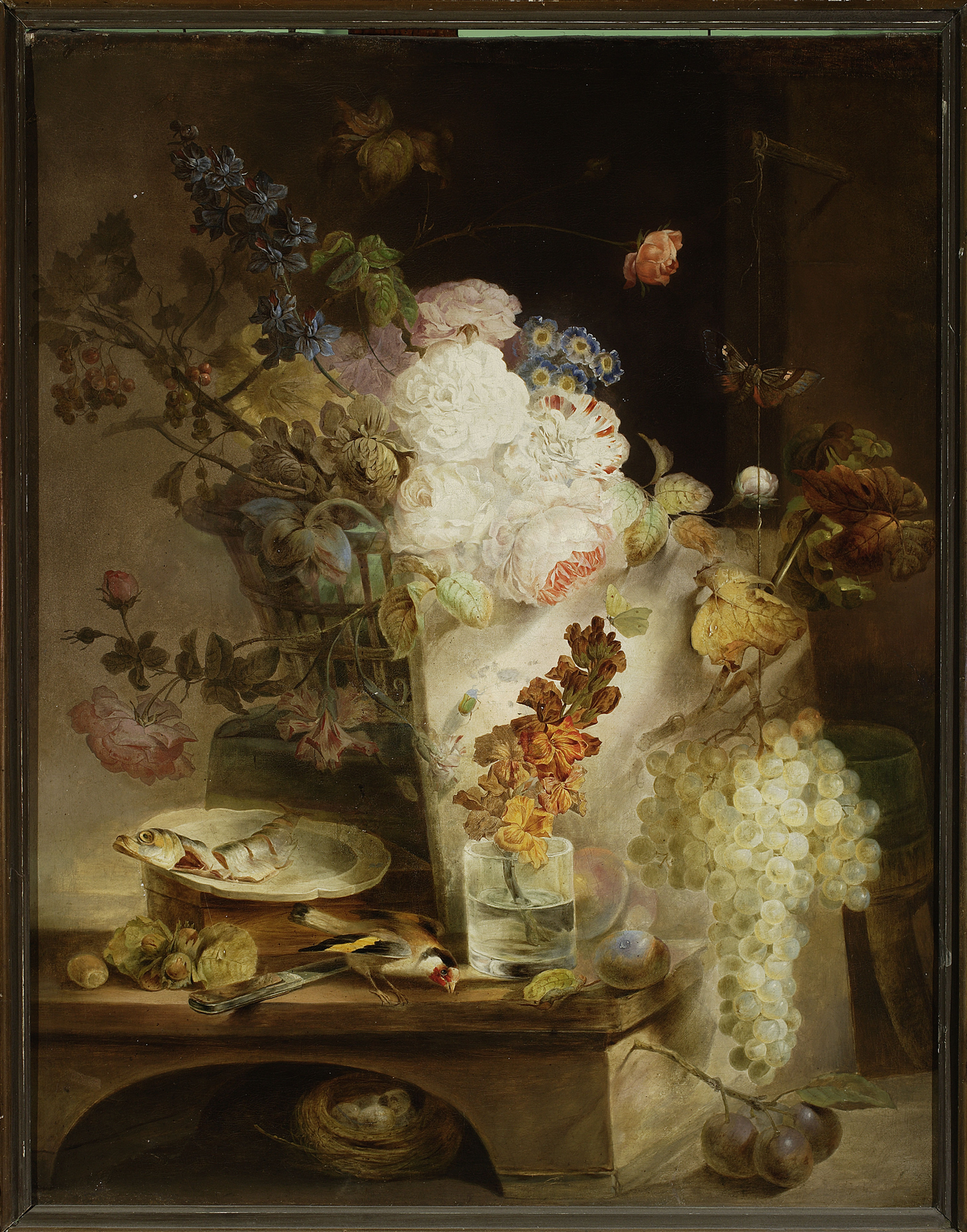
Martwa natura, Muzeum Narodowe w Warszawie
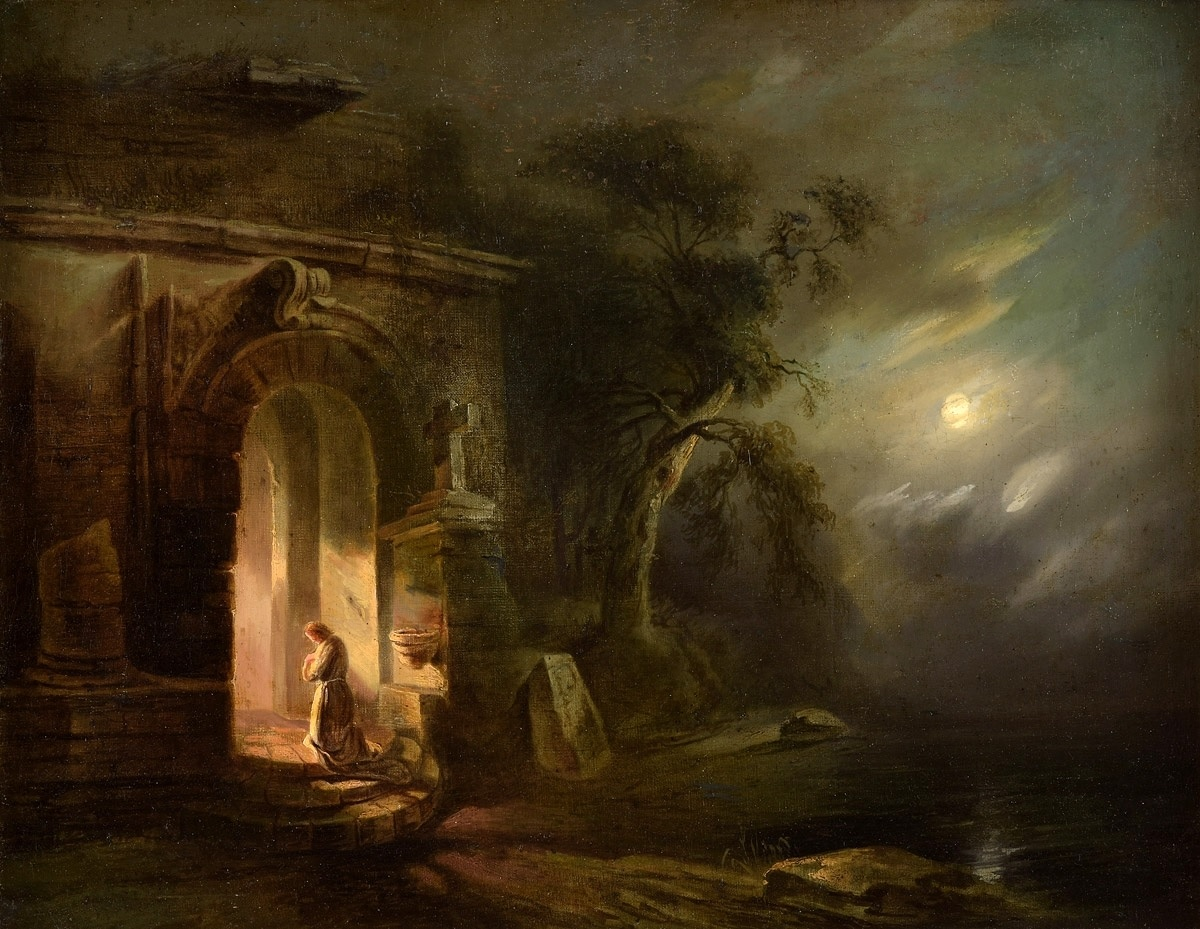
Mondscheinlandschaft mit Kapelle